# Recessió global 2008-2012
La recessió mundial 2008-2012, a vegades referida com la recessió de finals de la dècada de 2000, la Gran Recessió, la depressió menor, o la llarga recessió, és un marcat declivi econòmic global provocat per una crisi financera global que va començar el desembre de 2007 i va donar un gir a la baixa particularment pronunciada el setembre de 2008. La recessió mundial va afectar tota l'economia mundial, amb un major detriment en alguns països que altres. Es tracta d'una gran recessió mundial es caracteritza per diversos desequilibris sistèmics i va ser provocat per l'esclat de la crisi financera global del 2007-2012.

## Característiques
Hi ha dos sentits de la paraula "recessió": un sentit menys precís, en termes generals es refereixen a "un període de menys activitat econòmica", i el sentit acadèmic s'utilitza més sovint en l'economia, que es defineix operacionalment, referint específicament a la contracció de les fases d'un cicle econòmic, amb dos o més trimestres consecutius de creixement negatiu del PIB. Si s'analitza el cas de l'economia mitjançant la definició acadèmica de la paraula, que la recessió va acabar als EUA al juny o juliol de 2009. No obstant això, en el més ampli, establir el sentit de la paraula, moltes persones utilitzen el terme per referir-se a les dificultats en curs (de la mateixa manera que el terme "Gran Depressió" també s'usa popularment). Als EUA, per exemple, la desocupació continua sent alta i persistent, juntament amb la baixa confiança del consumidor, la contínua disminució dels preus de la llar i l'augment de les execucions hipotecàries i les fallides personals, una escalada de la crisi del deute federal, la inflació i l'augment del petroli i els aliments. De fet, una enquesta de 2011 va trobar que més de la meitat dels nord-americans pensa que els EUA es troba encara en recessió o fins i tot depressió, tot i les dades oficials que mostren una recuperació modesta.
Les grans empreses i empresaris rics es van veure mínimament afectats per la recessió, i van ser els primers a recuperar-se. Poc després de la recuperació econòmica va començar, moltes empreses a reportar guanys rècord i multimilionaris, molts van veure als seus valors nets assolir nous màxims.

## Resposta a la recessió
La recessió derivada de la crisi va portar a alguns macroeconomistes i economistes financers a qüestionar l'ortodòxia actual. Una resposta va ser el ressorgiment keynesià com a consens entre alguns responsables polítics i economistes per a les solucions keynesianes, amb economistes com Dominique Strauss-Kahn, Olivier Blanchard, Gordon Brown, Paul Krugman i Martin Wolf. L'austeritat va ser una altra resposta amb polítiques de reducció del dèficit pressupostari del govern amb retallades de despesa, augments d'impostos o una barreja d'ambdós, amb dos articles acadèmics influents que donen suport a aquesta posició, Large Changes in Fiscal Policy: Taxes Versus Spending, publicat l'octubre de 2009 per Alberto Alesina i Silvia Ardagna on s'afirma que les mesures d'austeritat fiscal no van perjudicar les economies i, de fet, van ajudar a la seva recuperació, i Growth in a Time of Debt, publicat el 2010 per Carmen Reinhart i Kenneth Rogoff, que va analitzar el deute públic i el creixement del PIB entre 20 economies avançades i va afirmar que els països amb un deute alt havien crescut un -0,1% des de la Segona Guerra Mundial.